# Ducat de Florència
El Ducat de Florència (en italià: Ducato di Firenze) fou un estat situat al nord de la península italiana, al voltant de la ciutat de Florència, que existí entre 1532 i 1569.

## Orígens
El Ducat de Florència s'assentà en el territori de la desapareguda República de Florència, la qual deixà d'existir el 1532, moment en el qual el papa Climent VIII concedí a Alexandre de Mèdici, senyor de la ciutat de Florència, el títol de duc.

## Dinastia Mèdici
Alexandre de Mèdici fou assassinat el 1537 pel seu cosí Llorenç, conegut amb el nom de Lorenzaccio, motiu pel qual accedí al poder Cosme I de Mèdici, membre d'una branca menor de la Dinastia Mèdici. Impulsor de les arts i del mecenatge, tampoc oblidà les seves aspiracions territorials, aconseguint la integració l'any 1559 de la República de Pisa.
El 1569 Cosme I fou nomenat Gran Duc de Toscana en virtut d'una butlla emesa pel papa Pius V el 27 d'agost d'aquell any.

## Ducs de Florència
- 1532-1537: Alexandre de Mèdici
- 1537-1569: Cosme I de Mèdici

el 1569 és nomenat Gran Duc de Toscana per part de Pius V